# La Joyeuse Entrée de Charles Quint à Anvers
La Joyeuse Entrée de Charles Quint à Anvers (en allemand : Der Einzug Karls V. in Antwerpen) est un tableau monumental du peintre autrichien Hans Makart de 1878, conservé à la Kunsthalle de Hambourg.

## Histoire
Cette peinture d'histoire montre la Joyeuse Entrée de l'empereur Charles Quint à Anvers en 1520. Hans Makart s'est inspiré de véritables entrées du journal d'Albrecht Dürer, qui avait assisté à cet évènement lors de son voyage aux Pays-Bas. Avant de réaliser son tableau, Makart a visité la Belgique en 1877, accompagné des peintres Franz Lenbach et Friedrich August von Kaulbach, à l'occasion du 300e anniversaire de la naissance de Rubens.
L'œuvre de Makart a reçu une médaille d'or à l'Exposition universelle de Paris en 1878, et son exposition au Künstlerhaus de Vienne a également connu un grand succès. 
En 1882, quelques années seulement après sa création, le tableau parvient à Hambourg pour la somme de 130 000 marks, où il est maintenant exposé à la Kunsthalle.
Pendant la Seconde Guerre mondiale, il a été enroulé, stocké dans un entrepôt. Il n'a été récupéré et restauré en profondeur que des décennies plus tard.
Jusqu'en 2016, le tableau n'était pas exposé, car il ne cadrait avec le concept du musée. La peinture monumentale de Makart n'a été exposée à nouveau qu'en 2020 dans le cadre d'une exposition sur l'artiste.

## Description

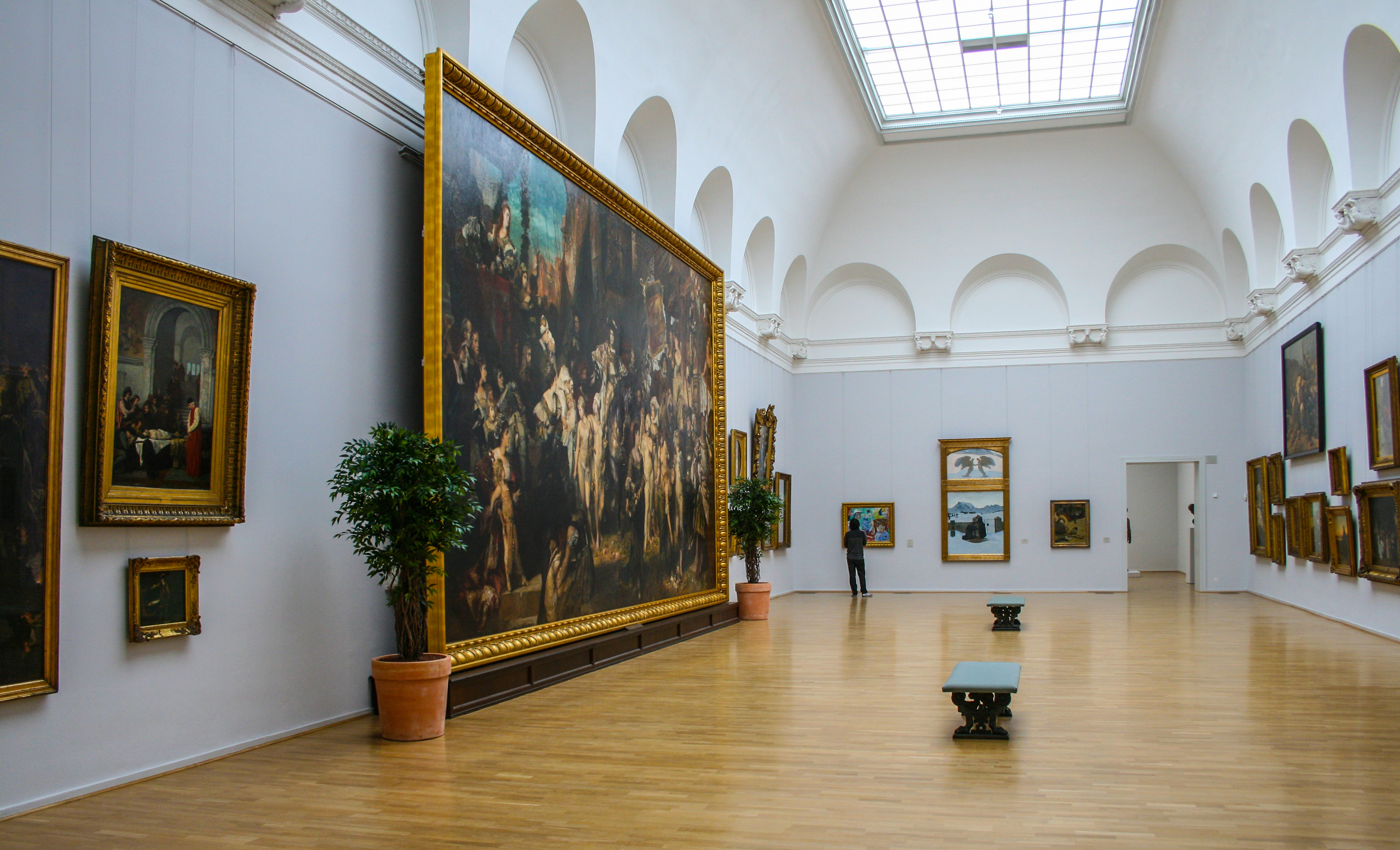

Le jeune empereur, à cheval, se trouve au centre du tableau. De la main droite, il désigne un groupe de femmes dans lequel deux femmes, les filles de l'orfèvre viennois Josef Carl von Klinkosch (de), sont représentées presque nues à la gauche de l'empereur : Johanna (Hanna) Elisabeth Maria von Klinkosch (1848-1925), plus tard comtesse Liechtenstein et modèle préféré de Hans Markat, éparpille des fleurs à côté de l'Empereur, accompagnée de sa sœur Paula (1851-1901).
L'actrice allemande Charlotte Wolter (1834–1897) peut être aperçue représentée dans le coin inférieur gauche dans une robe rouge avec un enfant debout. Un grand nombre de personnages se pressent autour du centre lumineux de l'image, les hommes étant dessinés dans des couleurs plus sombres. Sous la guirlande, à gauche, se trouve un homme avec une barbe et des cheveux longs : il s'agit d'Albrecht Dürer, dont la présence historique est attestée. En arrière-plan de cette scène de rue dense se trouvent des immeubles enguirlandés, des parties d'immeubles et quelques étendards décorés d'armoiries. Au fond à gauche, on aperçoit la ville d'Anvers et le ciel bleu.
En termes de style et de composition, Makart s'est en partie basé sur des peintures de Rubens et Titien. Outre l'empereur Charles Quint, le tableau montre un grand nombre de figurants, vêtus d'habits de styles et d'époques différents.
Les femmes permissives représentent des soi-disant « demoiselles d'honneur » allégoriques, décrites par Dürer dans une lettre à Philippe Mélanchthon. Cependant, contrairement au tableau de Makart, l'empereur ne prêta aucune attention aux femmes.